# Jeff Jackson
Jeffrey Neale Jackson (nacido el 12 de septiembre de 1982) es un político, abogado y militar estadounidense, miembro de la Cámara de Representantes de los Estados Unidos por el 14.º distrito congresional de Carolina del Norte de 2023 a 2025. Es miembro del Partido Demócrata.

## Biografía
Representó al distrito 37 en el Senado de Carolina del Norte de 2014 a 2022.
En 2002, Jackson se alistó en la Reserva del Ejército de los Estados Unidos y sirvió en la provincia de Kandahar durante la Guerra de Afganistán. Ahora sirve en el Cuerpo del Juez Abogado General con la Guardia Nacional del Ejército.
Después de graduarse de la facultad de derecho, Jackson trabajó como asistente del fiscal de distrito en el condado de Gaston. Es abogado de Womble Bond Dickinson.
El 25 de febrero de 2022, Jackson anunció que se postularía para la Cámara de Representantes de los Estados Unidos en el nuevo distrito 14 del Congreso de Carolina del Norte. Ganó las elecciones generales.